# سعید عواضه
سعید عواضه (عربی: سعيد عبد الحسن عواضة؛ زادهٔ ۷ نوامبر ۱۹۹۲) بازیکن فوتبال اهل لبنان است.
وی همچنین در تیم ملی فوتبال لبنان بازی کرده‌است.